# Кубок вызова ЕКВ среди женщин 2009/2010
3-й розыгрыш Кубка вызова ЕКВ среди женщин (38-й с учётом Кубка обладателей кубков и Кубка топ-команд) проходил с 17 октября 2009 по 21 марта 2010 года. Со старта турнира в нём принимали участие 38 клубных команд из 25 стран-членов Европейской конфедерации волейбола. С 3-го круга к соревнованиям подключились ещё 15 команд, выбывших из 1/16 финала розыгрыша Кубка ЕКВ. Победителем стала немецкая команда «Дрезднер» (Дрезден).

## Команды-участницы (с 1-го и 2-го раундов)
| Страна               | Команда                        |
| -------------------- | ------------------------------ |
| Австрия              | «Дорнбирн» (Дорнбирн)          |
| Австрия              | «Линц-Штег» (Линц)             |
| Азербайджан          | «Игтисадчи» (Баку)             |
| Азербайджан          | «Локомотив» (Баку)             |
| Албания              | «Тирана» (Тирана)              |
| Беларусь             | «Минчанка» (Минск)             |
| Бельгия              | «Астерикс» (Килдрехт)          |
| Бельгия              | «Хермес» (Остенде)             |
| Болгария             | «Левски-Сиконко» (София)       |
| Босния и Герцеговина | «Единство» (Брчко)             |
| Германия             | «Дрезднер» (Дрезден)           |
| Германия             | «Роте-Рабен» (Фильсбибург)     |
| Греция               | «Ираклис» (Салоники)           |
| Греция               | «Олимпиакос» (Пирей)           |
| Израиль              | «Раанана» (Раанана)            |
| Испания              | «Фигаро Тенерифе» (Ла-Лагуна)  |
| Кипр                 | «Анортосис» (Фамагуста)        |
| Кипр                 | «Аполлон» (Лимасол)            |
| Португалия           | «Кайруш» (Понта-Делгада)       |
| Россия               | «Самородок» (Хабаровск)        |
| Румыния              | «Уник» (Пьятра-Нямц)           |
| Румыния              | «Штиинца» (Бакэу)              |
| Сербия               | «Спартак» (Суботица)           |
| Сербия               | ТЕНТ (Обреновац)               |
| Словакия             | «Допрастав» (Братислава)       |
| Словакия             | «Жилина» (Жилина)              |
| Словакия             | «Славия» (Братислава)          |
| Словения             | «Витал» (Любляна)              |
| Словения             | «Кальцит» (Камник)             |
| Турция               | «Галатасарай» (Стамбул)        |
| Финляндия            | «Виести» (Сало)                |
| Финляндия            | «Ориведен Поннистус» (Оривеси) |
| Франция              | «Стелла Эдю» (Кале)            |
| Хорватия             | «Младост» (Загреб)             |
| Черногория           | «Лука Бар» (Бар)               |
| Чехия                | «Кралово Поле» (Брно)          |
| Чехия                | «Оломоуц» (Оломоуц)            |
| Швейцария            | «Цайлер» (Кёниц)               |

## Система проведения розыгрыша
С первых двух раундов в розыгрыше участвуют 38 команд. Во всех стадиях турнира применяется система плей-офф, то есть команды делятся на пары и проводят между собой по два матча с разъездами. Победителем пары выходит команда, одержавшая две победы. В случае равенства побед победителем пары становится команда, имеющая лучшее соотношение партий по итогам двух встреч. Если и соотношение партий равно, то назначается «золотой» сет (до 15 очков), победивший в которой выходит в следующую стадию турнира.
Победители четвертьфинальных серий выходят в финальный этап, который проводится в формате «финала четырёх» (два полуфинала и два финала — за 3-е и 1-е места).
После 2-го раунда со стадии 1/16 финала к 16 оставшимся клубам присоединяются 15 команд, выбывших из 1/16 финала Кубка ЕКВ.

## 1-й раунд
октябрь 2009
 «Цайлер» (Кёниц) —  «Тирана»
17 октября. 3:0 (25:18, 25:18, 25:15).
24 октября. 3:0 (25:14, 25:18, 25:11).
 «Единство» (Брчко) —  «Витал» (Любляна)
18 октября. 3:0 (25:18, 25:13, 25:8).
24 октября. 3:1 (25:7, 20:25, 25:21, 25:21).
 «Оломоуц» —  «Жилина»
17 октября. 3:0 (25:17, 25:21, 25:15).
18 октября. 3:0 (25:17, 25:16, 25:17). Оба матча прошли в Оломоуце.
 «Дрезднер» (Дрезден) —  «Лука Бар» (Бар)
17 октября. 3:0 (25:9, 25:17, 25:13).
24 октября. 3:0 (25:18, 25:16, 25:13).
 «Ориведен Поннистус» (Оривеси) —  «Левски-Сиконко» (София)
17 октября. 3:0 (25:22, 25:12, 29:27).
25 октября. 0:3 (19:25, 23:25, 13:25). «Золотой» сет — 17:15.
 «Аполлон» (Лимасол) —  «Раанана»
17 октября. 0:3 (17:25, 19:25, 16:25).
24 октября. 0:3 (24:26, 21:25, 13:25).

## 2-й раунд
декабрь 2009
 «Младост» (Загреб) —  «Роте-Рабен» (Фильсбибург)
2 декабря. 1:3 (10:25, 28:26, 19:25, 19:25).
9 декабря. 0:3 (16:25, 13:25, 21:25).
 «Кайруш» (Понта-Делгада) —  «Единство» (Брчко)
2 декабря. 3:0 (25:21, 25:14, 25:20).
9 декабря. 0:3 (19:25, 14:25, 15:25). «Золотой» сет — 11:15.
 «Олимпиакос» (Пирей) —  «Хермес» (Остенде)
3 декабря. 3:0 (25:10, 25:17, 25:16).
9 декабря. 3:0 (25:17, 25:20, 25:19).
 «Уник» (Пьятра-Нямц) —  «Фигаро Тенерифе» (Ла-Лагуна)
2 декабря. 3:1 (25:21, 25:9, 15:25, 25:22).
8 декабря. 2:3 (25:22, 22:25, 21:25, 27:25, 11:15).
 ТЕНТ (Обреновац) —  «Допрастав» (Братислава)
2 декабря. 3:0 (25:17, 25:19, 25:18).
9 декабря. 0:3 (23:25, 28:30, 20:25). «Золотой» сет — 11:15.
 «Цайлер» (Кёниц) —  «Стелла Эдю» (Кале)
2 декабря. 3:1 (25:20, 27:25, 14:25, 26:24).
9 декабря. 0:3 (23:25, 15:25, 22:25).
 «Кралово Поле» (Брно) —  «Линц-Штег» (Линц)
3 декабря. 3:0 (25:17, 25:20, 25:11).
8 декабря. 3:2 (22:25, 25:19, 25:19, 24:26, 15:8).
 «Штиинца» (Бакэу) —  «Виести» (Сало)
2 декабря. 1:3 (19:25, 25:22, 23:25, 10:25).
9 декабря. 3:2 (21:25, 25:18, 23:25, 25:14, 15:12).
 «Спартак» (Суботица) —  «Дорнбирн»
1 декабря. 3:1 (25:15, 25:18, 19:25, 25:16).
8 декабря. 3:0 (25:23, 25:23, 25:22).
 «Ираклис» (Салоники) —  «Кальцит» (Камник)
1 декабря. 3:1 (25:15, 20:25, 25:21, 25:12).
9 декабря. 3:0 (25:19, 25:20, 25:22).
 «Дрезднер» (Дрезден) —  «Анортосис» (Фамагуста)
2 декабря. 3:0 (25:18, 25:10, 25:14).
8 декабря. 3:1 (25:14, 26:24, 14:25, 25:16).
 «Оломоуц» —  «Астерикс» (Килдрехт)
2 декабря. 2:3 (25:12, 25:21, 16:25, 22:25, 12:15).
10 декабря. 0:3 (21:25, 14:25, 15:25).
 «Галатасарай» (Стамбул) —  «Игтисадчи» (Баку)
2 декабря. 3:0 (25:18, 25:13, 25:17).
10 декабря. 3:0 (25:14, 25:23, 25:14).
 «Раанана» —  «Локомотив» (Баку)
2 декабря. 3:2 (14:25, 25:18, 26:24, 28:30, 15:10).
9 декабря. 0:3 (19:25, 17:25, 12:25).
 «Славия» (Братислава) —  «Самородок» (Хабаровск)
1 декабря. 0:3 (18:25, 22:25, 13:25).
2 декабря. 1:3 (25:16, 17:25, 16:25, 8:25). Оба матча прошли в Братиславе.
 «Минчанка» (Минск) —  «Ориведен Поннистус» (Оривеси)
3 декабря. 3:0 (28:26, 25:21, 25:20).
10 декабря. 3:0 (25:19, 25:19, 25:22).
К вышедшим по итогам 2-го раунда в 1/16 финала присоединились команды, выбывшие на стадии 1/16 из розыгрыша Кубка ЕКВ 2009/10:
| «СВС Пост» (Швехат) «Панатинаикос» (Афины) АЭЛ (Лимасол) «Верт» «Слидрехт Спорт» (Слидрехт) «Импел-Гвардия» (Вроцлав) «Мадейра» (Фуншал) «Рибейренше» (Лажиш-ду-Пику) | «Нова-КБМ-Браник» (Марибор) «Северодончанка» (Северодонецк) «Истр Уэс Прованс» (Истр) «Азена» (Велика-Горица) «Сплит-1700» (Сплит) «Волеро» (Цюрих) «Канти» (Шаффхаузен) |

## 1/16 финала
январь 2010
 «Ираклис» (Салоники) свободен от игр
 «Северодочанка» (Северодонецк) —  «Стелла Эдю» (Кале)
6 января. 3:0 (25:21, 25:18, 25:15).
13 января. 3:0 (25:19, 25:23, 25:16).
 «Волеро» (Цюрих) —  «Галатасарай» (Стамбул)
6 января. 3:2 (25:19, 17:25, 17:25, 25:19, 15:13).
12 января. 1:3 (25:17, 24:26, 20:25, 15:25).
 «Слидрехт Спорт» (Слидрехт) —  «Кралово Поле» (Брно)
6 января. 0:3 (11:25, 16:25, 16:25).
14 января. 0:3 (17:25, 20:25, 20:25).
 «Нова-КБМ-Браник» (Марибор) —  «Единство» (Брчко)
5 января. 3:1 (23:25, 25:19, 25:15, 25:13).
13 января. 3:2 (25:23, 23:25, 23:25, 25:22, 15:11).
 «Панатинаикос» (Афины) —  «Олимпиакос» (Пирей)
7 января. 3:0 (25:19, 25:23, 25:21).
14 января. 3:1 (27:25, 18:25, 25:19, 25:19).
 «Сплит-1700» (Сплит) —  «Роте-Рабен» (Фильсбибург)
5 января. 0:3 (17:25, 11:25, 11:25).
12 января. 0:3 (17:25, 11:25, 11:25).
 «Азена» (Велика-Горица) —  «Астерикс» (Килдрехт)
7 января. 1:3 (16:25, 25:23, 15:25, 13:25).
14 января. 0:3 (отказ «Азены»).
 «СВС Пост» (Швехат) —  «Дрезднер» (Дрезден)
6 января. 2:3 (21:25, 23:25, 25:15, 25:21, 8:15).
13 января. 0:3 (22:25, 13:25, 18:25).
 «Рибейренше» (Лажиш-ду-Пику) —  «Самородок» (Хабаровск)
6 января. 0:3 (13:25, 21:25, 10:25).
14 января. 1:3 (19:25, 22:25, 25:22, 16:25).
 «Верт» —  «Спартак» (Суботица)
6 января. 3:1 (25:11, 21:25, 25:16, 25:19).
13 января. 1:3 (25:17, 13:25, 15:25, 17:25). «Золотой» сет — 12:15.
 «Истр Уэс Прованс» (Истр) —  «Допрастав» (Братислава)
6 января. 3:0 (25:16, 25:20, 25:18).
14 января. 1:3 (29:27, 16:25, 21:25, 23:25).
 «Канти» (Шаффхаузен) —  «Уник» (Пьятра-Нямц)
6 января. 3:1 (22:25, 25:21, 25:12, 25:23).
14 января. 2:3 (30:28, 20:25, 25:17, 24:26, 9:15).
 «Импел-Гвардия» (Вроцлав) —  «Локомотив» (Баку)
5 января. 3:1 (25:14, 21:25, 25:23, 25:9).
12 января. 2:3 (27:25, 22:25, 25:22, 20:25, 11:15).
 АЭЛ (Лимасол) —  «Минчанка» (Минск)
6 января. 1:3 (14:25, 21:25, 25:20, 11:25).
14 января. 0:3 (15:25, 20:25, 21:25).
 «Мадейра» (Фуншал) —  «Виести» (Сало)
6 января. 0:3 (16:25, 12:25, 20:25).
13 января. 0:3 (14:25, 13:25, 22:25).

## 1/8 финала
январь—февраль 2010
 «Ираклис» (Салоники) —  «Северодончанка» (Северодонецк)
27 января. 0:3 (15:25, 21:25, 22:25).
2 февраля. 0:3 (23:25, 19:25, 11:25).
 «Галатасарай» (Стамбул) —  «Кралово Поле» (Брно)
27 января. 3:0 (25:21, 25:15, 25:20).
4 февраля. 3:0 (25:20, 25:18, 25:22).
 «Нова-КБМ-Браник» (Марибор) —  «Панатинаикос» (Афины)
27 января. 1:3 (23:25, 25:20, 23:25, 16:25).
3 февраля. 0:3 (21:25, 19:25, 27:29).
 «Роте-Рабен» (Фильсбибург) —  «Астерикс» (Килдрехт)
27 января. 3:1 (27:25, 25:9, 19:25, 25:22).
4 февраля. 1:3 (18:25, 25:20, 18:25, 29:31). «Золотой» сет — 10:15.
 «Дрезднер» (Дрезден) —  «Самородок» (Хабаровск)
27 января. 3:0 (25:20, 28:26, 25:16).
4 февраля. 3:0 (25:22, 26:24, 25:22).
 «Спартак» (Суботица) —  «Истр Уэс Прованс» (Истр)
27 января. 3:1 (25:19, 25:17, 23:25, 25:17).
2 февраля. 1:3 (25:22, 22:25, 23:25, 18:25).
 «Канти» (Шаффхаузен) —  «Импел-Гвардия» (Вроцлав)
26 января. 1:3 (19:25, 25:22, 25:27, 17:25).
3 февраля. 0:3 (14:25, 21:25, 20:25).
 «Минчанка» (Минск) —  «Виести» (Сало)
27 января. 3:0 (25:20, 25:23, 26:24).
3 февраля. 2:3 (25:16, 25:22, 21:25, 29:31, 11:15).

## Четвертьфинал
февраль 2010
 «Северодончанка» (Северодонецк) —  «Галатасарай» (Стамбул)
17 февраля. 0:3 (27:29, 22:25, 20:25).
24 февраля. 0:3 (16:25, 30:32, 23:25).
 «Панатинаикос» (Афины) —  «Астерикс» (Килдрехт)
17 февраля. 3:2 (14:25, 26:24, 25:15, 13:25, 15:11).
24 февраля. 0:3 (20:25, 15:25, 18:25).
 «Дрезднер» (Дрезден) —  «Истр Уэс Прованс» (Истр)
17 февраля. 3:0 (26:24, 25:10, 25:22).
24 февраля. 3:1 (25:21, 26:28, 25:22, 25:14).
 «Импел-Гвардия» (Вроцлав) —  «Минчанка» (Минск)
16 февраля. 2:3 (14:25, 25:20, 22:25, 26:24, 7:15).
23 февраля. 3:1 (25:19, 23:25, 25:20, 26:24).

## Финал четырёх
20—21 марта.  Дрезден.
Участники:
 «Дрезднер» (Дрезден) 

 «Астерикс» (Килдрехт)

 «Импел-Гвардия» (Вроцлав)

 «Галатасарай» (Стамбул)

### Полуфинал
20 марта
 «Астерикс» —  «Галатасарай»
3:2 (25:16, 20:25, 25:19, 21:25, 15:8).
 «Дрезднер» —  «Импел-Гвардия»
3:0 (25:15, 25:16, 25:12).

### Матч за 3-е место
21 марта
 «Галатасарай» —  «Импел-Гвардия»
3:0 (25:17, 26:24, 25:13).

### Финал
21 марта
 «Дрезднер» —  «Астерикс»
3:1 (26:24, 25:16, 15:25, 25:16). Отчёт

### Итоги

#### Положение команд
| «Дрезднер» (Дрезден)         |
| «Астерикс» (Килдрехт)        |
| «Галатасарай» (Стамбул)      |
| 4. «Импел-Гвардия» (Вроцлав) |

#### Призёры
«Дрезднер» (Дрезден): Марен фон Рёмер, Фридерике Тиме, Штефани Карг, Керстин Черлих, Мари-Даниэль Манкусо, Штефани Кестнер, Николе Шрёбер, Теша Харри, Грит Мюллер, Линда Хельтерхофф, Саския Хиппе, Яна Гериш. Главный тренер — Александр Вайбль.
  «Астерикс» (Килдрехт): Аня ван Дамме, Шарлотте Лейс, Лис Эйкенс, Лаура Хейрман, Ким Виттевронгел, Илка ван де Вивер, Грит ван Варенберг, Фрея Альбрехт, Лис ван Хеке, Яна де Леув, Сара Смитс. Главный тренер — Герт ван де Брук.
  «Галатасарай» (Стамбул): Серпиль Дёнмез, Идиль Седжгин, Ивана Джерисило, Озлем Озчелик, Наташа Крсманович, Валеска дус Сантус Менезис (Валескинья), Недиме-Элиф Онер, Айча-Наз Ихтияроглу, Дениз Четинсарач, Гёзде Дал, Дилара Билге, Баханур Шахин. Главный тренер — Гёкхан Эдман.

#### Индивидуальные призы
MVP: Саския Хиппе («Дрезднер»)
Лучшая нападающая: Фрея Альбрехт («Астерикс»)
Лучшая блокирующая: Озлем Озчелик («Галатасарай»)
Лучшая связующая: Марен фон Рёмер («Дрезднер»)
Лучшая либеро: Грит ван Варенберг («Астерикс»)
Лучшая на подаче: Теша Харри («Дрезднер»)
Лучшая на приёме: Валескинья («Галатасарай»)
Самая результативная: Ивана Джерисило («Галатасарай»)